# Großer Preis von Amerika

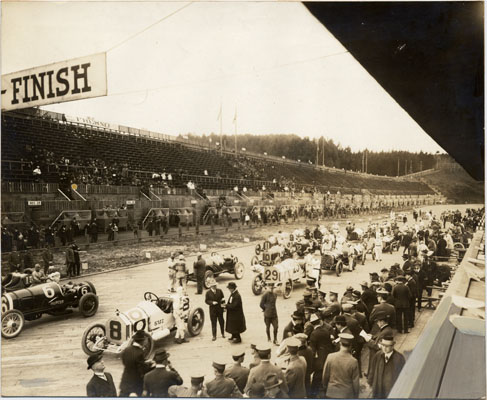
Die Startaufstellung zum Grand Prix 1915 in San Francisco

Der Große Preis von Amerika wurde 1908 zum ersten Mal ausgetragen. Bis 1916 fanden insgesamt sieben Automobilrennen in den Vereinigten Staaten statt, die offiziell American Grand Prize hießen.

## Geschichte

### American Grand Prize (1908–1916)
Der erste Große Preis von Amerika fand 1908 auf dem Savannah-Effingham Raceway in Savannah, Georgia statt. Auf öffentlichen Straßen wurde eine 40,434 km lange Rundstrecke befahren. Zu dem Rennen traten einige europäische Piloten an und den Sieg erzielte der Franzose Louis Wagner in einem Fiat. Die schnellste Runde fuhr der US-Amerikaner Ralph DePalma mit einer Durchschnittsgeschwindigkeit von 112,33 km/h. Es folgten zwei weitere Rennen in Savannah (1910 und 1911). Anschließend wurde auf öffentlichen Straßen in Milwaukee, Wisconsin (1912), Santa Monica, Kalifornien (1914 und 1916) sowie San Francisco, Kalifornien (1915) gefahren. Das Rennen in San Francisco fand auf dem San Francisco World’s Fair Course auf dem Gelände der Panama-Pacific International Exposition statt.

### Indianapolis 500 und Großer Preis der USA in der Formel 1
Nach 1916 wurde der Große Preis von Amerika eingestellt, da die europäischen Teilnehmer wegen des Ersten Weltkrieges ausblieben. In den Vereinigten Staaten stieg nach dem Krieg das Interesse an Ovalrennen, insbesondere an dem Indianapolis 500, das von Medien zwischenzeitlich als Grand Prize of America bezeichnet wurde. Offiziell wurde dieses Rennen zwischen 1925 und 1949 als Grande Épreuve geführt, aber als von 1950 bis 1960 es Bestandteil der Formel-1-Weltmeisterschaft war, nicht als Großer Preis bezeichnet.
Ab 1958 fanden in den Vereinigten Staaten wieder Große Preise statt, dieses Mal wurde aber der Name Großer Preis der USA gewählt. Ab 1959 war dieses Rennen Bestandteil der Formel-1-Weltmeisterschaft. Darüber hinaus fanden in den Vereinigten Staaten mit dem Großen Preis der USA Ost, dem Großen Preis der USA West und dem Großen Preis von Las Vegas weitere Formel-1-Läufe statt. Darüber hinaus wurden manche Straßenkurs-Rennen der Champ-Car-Serie sowie der IndyCar Series als Grand Prix bezeichnet.
Für die Saison 2013 war unter dem offiziellen Namen Grand Prix of America ein Formel-1-Weltmeisterschaftslauf im US-amerikanischen Bundesstaat New Jersey angekündigt. Am 28. September 2012 wurde von der FIA verkündet, dass die Veranstaltung stattdessen als Großer Preis von Jersey durchgeführt wird.

## Ergebnisse
| Auflage | Jahr      | Strecke                       | Sieger                                  | Zweiter                       | Dritter                            | Pole-Position                 | Schnellste Runde              |
| ------- | --------- | ----------------------------- | --------------------------------------- | ----------------------------- | ---------------------------------- | ----------------------------- | ----------------------------- |
| 1       | 1908      | Savannah                      | Louis Wagner (Fiat)                     | Victor Hémery (Benz)          | Felice Nazzaro (Fiat)              | unbekannt                     | Ralph DePalma (Fiat)          |
|         | 1909      | kein Großer Preis von Amerika | kein Großer Preis von Amerika           | kein Großer Preis von Amerika | kein Großer Preis von Amerika      | kein Großer Preis von Amerika | kein Großer Preis von Amerika |
| 2       | 1910      | Savannah                      | David Bruce-Brown (Benz)                | Victor Hémery (Benz)          | Bob Burman (Marquette-Buick)       | unbekannt                     | Felice Nazzaro (Fiat)         |
| 3       | 1911      | Savannah                      | David Bruce-Brown (Fiat)                | Eddie Hearne (Benz)           | Ralph DePalma (Mercedes)           | unbekannt                     | Victor Hémery (Benz)          |
|         |           |                               |                                         |                               |                                    |                               |                               |
| 4       | 1912      | Milwaukee                     | Caleb Bragg (Fiat)                      | Erwin Bergdoll (Benz)         | Gil Andersen (Stutz-Wisconsin)     | unbekannt                     | Teddy Tetzlaff (Fiat)         |
|         | 1913      | kein Großer Preis von Amerika | kein Großer Preis von Amerika           | kein Großer Preis von Amerika | kein Großer Preis von Amerika      | kein Großer Preis von Amerika | kein Großer Preis von Amerika |
|         |           |                               |                                         |                               |                                    |                               |                               |
| 5       | 1914      | Santa Monica                  | Eddie Pullen (Mercer)                   | Guy Ball (Marmon)             | William Taylor (Alco)              | unbekannt                     | Teddy Tetzlaff (Fiat)         |
|         |           |                               |                                         |                               |                                    |                               |                               |
| 6       | 1915      | San Francisco                 | Dario Resta (Peugeot)                   | Howard Wilcox (Stutz)         | Hughie Hughes (Fiat-Pope-Hartford) | unbekannt                     | unbekannt                     |
|         |           |                               |                                         |                               |                                    |                               |                               |
| 7       | 1916      | Santa Monica                  | Johnny Aitken / Howard Wilcox (Peugeot) | Earl Cooper (Stutz)           | Art Patterson (Hudson)             | unbekannt                     | Ed Ruckstell (Mercer)         |
|         | seit 1917 | kein Großer Preis von Amerika | kein Großer Preis von Amerika           | kein Großer Preis von Amerika | kein Großer Preis von Amerika      | kein Großer Preis von Amerika | kein Großer Preis von Amerika |

| Legende   | Legende                                                                                              | Legende                                                     |
| Abkürzung | Klasse                                                                                               | Kommentar                                                   |
| --------- | --- | ----------------------------------------------------------- |
| F1        | Formel 1                                                                                             | Formel-1-Weltmeisterschaft ab 1950                          |
| F2        | Formel 2                                                                                             |                                                             |
| FL        | Formula libre                                                                                        | Fahrzeugklasse in der Regel vom Veranstalter ausgeschrieben |
| SW        | Sportwagen                                                                                           |                                                             |
| TW        | Tourenwagen                                                                                          |                                                             |
| GP        | Grand-Prix-Fahrzeuge                                                                                 |                                                             |
|           | ↓ Durchgehende graue Linien zeigen an, wann in der Geschichte auf einem neuen Kurs gefahren wurde. ↓ |                                                             |
|           | |                                                             |
|           | Einträge mit hellrotem Hintergrund waren keine Läufe zur Automobil- bzw. Formel-1-Weltmeisterschaft. |                                                             |
|           | Einträge mit gelbem Hintergrund waren Läufe zur Europameisterschaft.                                 |                                                             |